# Éamonn Ceannt

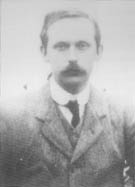
Éamonn Ceannt

Éamonn Ceannt (Geburtsname Edward Thomas Kent; * 21. September 1881 in Ballymoe, County Galway; † 8. Mai 1916 im Gefängnis Kilmainham Gaol, Dublin) war ein irischer Freiheitskämpfer, der insbesondere als Anführer im irischen Osteraufstand 1916 eine bedeutende Rolle spielte.

## Biographie
Ceannt verbrachte seine ersten Lebensjahre in den Kasernen von Ballymoe, wo sein Vater, James Kent, als Offizier der Royal Irish Constabulary stationiert war.
Als sein Vater seinen Abschied vom aktiven Dienst nahm, zog die Familie nach Dublin. Dort in der O’Connell School machte Éamonn Ceannt erste Schritte hin zu einem irischen Nationalisten. Die Mehrheit der Anführer des Aufstandes von 1916 waren ehemalige Schüler in Schulen der Christian Brothers.
Zwei Ereignisse lösten eine Hinwendung zum Nationalismus am Ende des 19. Jahrhunderts aus. Dies waren die Gedenkfeiern der Irischen Rebellion von 1798 und der Zweite Burenkrieg in Südafrika.
Ceannt interessierte sich für beide Ereignisse.  Er nahm an den Gedenkfeiern teil. Er wurde Mitglied von Conradh na Gaeilge und nahm die irische Version seines Namens an (Éamonn). Auch wurde er ein Meister im Spiel der Uilleann Pipes, trat sogar vor Papst Pius X. auf, der von einer Gruppe älterer irischer Priester begleitet wurde, die lange im Exil gelebt hatten. Er wurde als Buchhalter für den Stadtrat von Dublin (Dublin Corporation) eingestellt.
Im Juni 1905, in einer in irischer Sprache vollzogenen Zeremonie, heiratete Ceannt Áine Ní Bhraonáin (O’Brennan). Ihr Sohn Ronán Ceannt wurde im Juni 1906 geboren. Áine Ceannt gründete 1921 das Irish White Cross, um den Familien zu helfen, die durch britische Aktionen oder durch den Tod von Familienernährern im Unabhängigkeitskrieg Not litten.

## Der Osteraufstand
Um das Jahr 1913 wurde er Mitglied der Irish Republican Brotherhood und später einer der Gründungsmitglieder der Irish Volunteers. Er spielte eine bedeutende Rolle in der Planung des Osteraufstands von 1916. Er war einer der ursprünglichen Mitglieder des militärischen Komitees (neben Patrick Pearse und Joseph Plunkett, kurz darauf stießen noch Thomas James Clarke und Seán Mac Diarmada dazu). Somit war er einer der sieben Unterzeichner der Oster-Proklamation (neben den genannten noch Thomas MacDonagh und James Connolly). Er wurde Kommandant des 4. Bataillons der Irish Volunteers. Während des Aufstandes war er an der South Dublin Union and the Marrowbone Lane Distillery stationiert mit mehr als 100 Männern unter seinem Kommando, unter ihnen sein Stellvertreter Cathal Brugha sowie W. T. Cosgrave. Seine Einheit erlebte intensive Kämpfe während der Woche, kapitulierte dann auf Befehl des vorgesetzten Offiziers Patrick Pearse.
Ceannt wurde im Kilmainham Gaol gefangen gehalten und am 8. Mai 1916 im Alter von 34 Jahren durch Erschießen hingerichtet.

## Vermächtnis
Ceannt Station, der Hauptbusbahnhof und Bahnhof in Galway, wurde nach ihm benannt. Ebenso trägt der Éamonn Ceannt Park mit dem Éamonn Ceannt Cycling Stadium in Dublin seinen Namen. Éamonn Ceannt Tower in Ballymun, der 2005 abgerissen wurde, wurde auch nach ihm benannt.